# Mičijo Taki
Mičijo Taki (japonsko 瀧 通世), japonski nogometaš.
Za japonsko reprezentanco je odigral eno uradno tekmo.